# Колумбијана (Алабама)
Колумбијана (енгл. Columbiana) град је у америчкој савезној држави Алабама. По попису становништва из 2010. у њему је живело 4.197 становника.

## Демографија
Према попису становништва из 2010. у граду је живело 4.197 становника, што је 881 (26,6%) становника више него 2000. године.
| Група             | 2000.         | 2010.         |
| Белци             | 2.570 (77,5%) | 2.936 (70,0%) |
| Афроамериканци    | 650 (19,6%)   | 1.055 (25,1%) |
| Азијати           | 5 (0,2%)      | 10 (0,2%)     |
| Хиспаноамериканци | 66 (2,0%)     | 127 (3,0%)    |
| Укупно            | 3.316         | 4.197         |